# Sundbach (Aare)
Der Sundbach ist ein gut fünf Kilometer langer Wildbach im Kanton Bern, der bei Sundlauenen in den Thunersee mündet. Er ist somit ein Zufluss der Aare im Flussgebiet des Rheins. Mit seinen zahlreichen Nebenbächen entwässert er einen grossen Teil der Gemeindefläche von Beatenberg. Er ist ein steiles, kleines Fliessgewässer der montanen, karbonatischen Alpennordflanke.

## Name
Das am Unterlauf des Sundbachs tief in den Berghang eingeschnittene Erosionstal wird Sundgrabe genannt. Während der Abfluss im Gerinne bei Trockenheit fast ganz versiegen kann, bildet der steile Wildbach wegen der nach starken Niederschlägen plötzlich auftretenden Murgänge ein besonders grosses flussbauliches Problem in der Thunerseeregion. Weil sich im Sommer oft das Bild des ausgetrockneten Bachgrabens bietet, wird das Gewässer selbst manchmal statt «Sundbach» als «Sundgrabe» bezeichnet.
Kleine, oft trockenliegende Bachläufe werden mundartlich in der Verkleinerungsform als «Gräbli» bezeichnet, so wie das auch bei einigen Nebengewässern des Sundbachs der Fall ist.
Am Rand des vom Sundbach am Thunersee geschaffenen Schwemmfächers liegt die kleine Ortschaft «Sundlauenen». Diese Bezeichnung ist eigentlich ein Flurname für das Flussdelta am See. Die vom See aus gut erreichbare Siedlung ist wegen der Nähe zur seit dem Mittelalter als Wallfahrtsort und später als Reiseziel berühmten Beatushöhle bedeutend. Der alte «Pilgerweg» überquert den Sundbach kurz vor der Mündung in den Thunersee. Der Namensteil «Sund» wird als Bezeichnung für einen gegen Süden ausgerichteten Hang erklärt; der im Berner Oberland verbreitete Ortsname «Lauenen» (vom romanischen Wort lavina) bezieht sich hier auf die im Tal des Sundbachs häufigen Erosionsereignisse wie Murgänge.
Das Ortsnamenbuch des Kantons Bern diskutiert allerdings die Möglichkeit, dass die Namen «Sundbach» und «Sundgrabe» erst in jüngerer Zeit aufgekommen und in einem namensgeschichtlichen Zusammenhang mit dem schon früher erwähnten Gewässernamen «Sulpach» stehen könnten. Dieser Name steht für «Suldbach», wie der Oberlauf des Wildbachs auf frühen Landeskarten der Schweiz auch bezeichnet ist und wie man ihn gelegentlich noch heute nennt. Der Beatenberger «Suldbach» ist nicht zu verwechseln mit dem Suldbach, auch einfach «Suld» genannt, der als Nebenbach der Kander das Suldtal südlich des Thunersees entwässert.

## Geographie

### Verlauf
Das Quellgebiet des Sundbachs liegt auf etwa 1675 m ü. M. im Gebiet der Alp Chüematte. Das in letzter Zeit stark verbuschte Alpgebiet gehört zur grösseren Gemmenalp, die südöstlich des Güggisgrats liegt. Die Zufahrtsstrasse zu den Bergweiden führt vom Dorf Waldegg aus östlich des Sundbachtals auf die Höhe. Die Quellbäche des Sundbachs entspringen im Moorgebiet «Chüematte», das im Bundesinventar der Flachmoore von nationaler Bedeutung aufgeführt ist. Die an Moorflächen reiche Flysch-Landschaft im Gebirge über Beatenberg ist ein Teil der grösseren Region «Habkern/Sörenberg», die als Moorlandschaft von besonderer Schönheit und von nationaler Bedeutung gilt. Der «Richtplan Landschaft» der Gemeinde Beatenberg regelt den Unterhalt der Moorflächen.
Unterhalb der Chüematte verläuft der Sundbach durch das Tal «Rischere» in südsüdwestlicher Richtung. Das Bergtal ist dort durch die hohe Felsstufe der «Burgfeldflüe» von den darüber liegenden Alpen getrennt, während es sich gegen Süden mit einem weniger steilen Hang im Wychelmooswald gegen Waldegg hin öffnet. Der Bach bildete in früheren Jahrhunderten die Grenze zwischen den Bäuerten (Gütergemeinden) Beatenberg im Westen und Waldegg-Rufenen im Osten. Mehrere ältere und neue Brücken überqueren den Sundbach auf diesem Abschnitt, wo bei Waldegg das Schwellegräbli und das Ellbogegräbli in den Sundbach münden. Das gegen Süden ausgerichtete Weidegebiet «Bödeli» auf der rechten Seite des Sundbaches ist im Inventar der Trockenwiesen von nationaler Bedeutung registriert.
An der Spirenwaldstrasse, einer Kantonsstrasse (Hauptstrasse 221), die zwischen Waldegg und Beatenberg den Sundbach mit der Sagigrabenbrücke überquert, steht das historische Sägewerk von Waldegg. Seinetwegen wird der Sundbach an dieser Stelle auch «Sagigraben» genannt. Der Kanton Bern liess als Ersatz der alten, 1977 gebauten Brücke zwischen 2023 und 2025 eine neue, 148 Meter lange Strassenbrücke mit einem weiteren Kurvenradius über den Bachgraben errichten.
Unter der Kantonsstrassenbrücke beginnt der stark in den Berghang eingeschnittene Bachabschnitt. Über dem Kalkfelsen der Helvetischen Decken, aus dem die Berner Voralpen in dieser geologischen Zone bestehen, liegen mächtige Schichten von Moränen und andern Ablagerungen des ehemaligen Aaregletschers, die stark erosionsgefährdet sind. Der Sundbach und seine Zuflüsse haben seit dem Eiszeitalter grossflächige Hangrutschungen und Rüfen verursacht, deren Sedimente das Flussdelta am Thunersee aufgebaut haben. Auf der kurzen Strecke von 2,5 Kilometern fällt die Bachsohle von 1200 m ü. M. bis auf 558 m ü. M. am Seeufer. Dieser schwer zugängliche Einschnitt mit dem Namen «Sundgrabe» ist an zahlreichen Stellen gegen die weitere Erosion mit Sperrbauwerken gesichert worden.

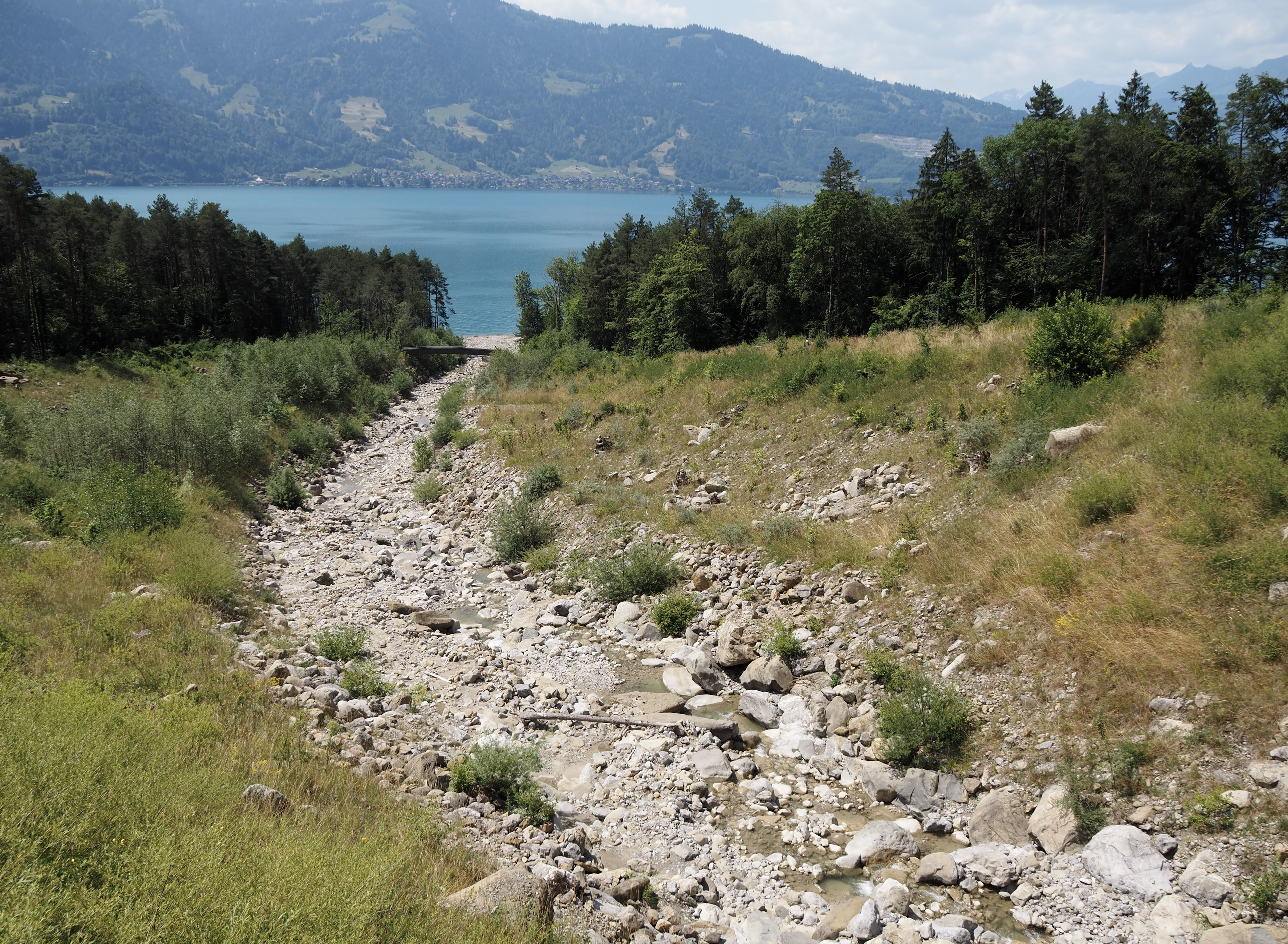
Bachbett des Sundbachs auf dem Flussdelta am Thunersee

Von Sundlauenen aus überwindet ein alter Fussweg den steilen Berghang nach Beatenberg hinauf. Auf der Höhe von 770 m ü. M. überquert der Pfad den Sundgrabe nahe beim Standort eines ehemaligen Stegs von 1918, der bei einem grossen Murgang 2012 zerstört wurde, auf der fünf Jahre nach diesem Ereignis gebauten, 80 Meter langen Panoramabrücke Beatenberg. Mit der «Hängebrücke Sundbach» überquert auch die Abwasserleitung von Beatenberg an dieser Stelle den Sundgrabe. Die Brücke ist ein Bauwerk an einer Nebenroute des Panorama-Rundwegs um den Thunersee.
Unter dem Bergvorsprung «Ruchebüel» tritt der Sundbach aus dem Erosionstal in die Uferzone am Thunersee hinaus. Über den vom Bach geschaffenen Schwemmkegel mündet neben dem Sundbach auch der Fitzligrabebach in den See. Gemäss dem Naturgefahrenkataster der Gemeinde Beatenberg befinden sich das Gebiet und die Ortschaft Sundlauenen mit der Staatsstrasse, die von Thun nach Interlaken führt, in einem besonders stark durch Hochwasser gefährdeten Bereich. Grosse Schutzbauten befinden sich neben dem Bachgraben östlich der Häuser von Sundlauenen. Die Gemeinde, die Schwellenkorporation von Beatenberg und der Kanton Bern reparierten die nach dem Hochwasser und Murgang vom 2. Januar 2012 an den Kunstbauten im Bachgraben entstandenen Schäden und errichteten 2016 bis 2018 die neue Staatsstrassenbrücke und hohe Schutzdämme bei Sundlauenen. Auch das Bachbett des Fitzligrabens in Sundlauenen wurde nach 2012 verbaut.
Der 5,2 km lange Lauf des Sundbachs endet ungefähr 1117 Höhenmeter unterhalb der Quelle seines Hauptoberlaufs Schwandgraben, er hat somit ein mittleres Sohlgefälle von etwa 21 %.

### Einzugsgebiet
Das 9,68 km² grosse Einzugsgebiet des Sundbachs liegt in den Berner Voralpen und wird durch ihn über den Thunersee, die Aare und den Rhein zur Nordsee entwässert.
Es grenzt
- im Nordosten und Osten an das Einzugsgebiet des Lombachs, der in den Thunersee mündet
- im Südosten an das des Thunersees direkt
- im Südwesten und Westen an das des Fitzligrabes, der ebenfalls in den Thunersee mündet und
- im Nordwesten an das des Thunersee-Zuflusses Grönbach

Das Einzugsgebiet besteht zu 59,0 % aus bestockter Fläche, zu 30,1 % aus Landwirtschaftsfläche, zu 5,2 % aus Siedlungsfläche und zu 5,7 % aus unproduktiven Flächen.
Die mittlere Höhe des Einzugsgebiets beträgt 1459 m ü. M.

### Zuflüsse
- Schwandgraben (linker Quellbach, Hauptstrang), 0,7 km
- Balmgräbli (rechter Quellbach, Nebenstrang), 0,4 km
- Eselgrabe (rechts), 1,1 km
- Märegrabe (rechts), 1,3 km
- Inner Abgschlächtgrabe (rechts), 1,3 km, 0,60 km²
- Maichplatzgrabe (links), 0,6 km
- Üsser Abgschlächtgrabe (rechts), 0,7 km
- Schwellegräbli (links), 1,3 km
- Ellbogegräbli (links), 0,6 km
- Biregraben (rechts), 2,0 km, 1,75 km²
- Schwarzbach (links), 1,2 km
- Hälteligrabe (rechts), 1,4 km
- Schwendigräbli (rechts), 1,5 km

## Hydrologie
An der Mündung des Sundbachs in den Thunersee beträgt seine modellierte mittlere Abflussmenge (MQ) 630 l/s. Sein Abflussregimetyp ist nival de transition und seine Abflussvariabilität beträgt 19.